# 9884 Пржібрам
9884 Пржібрам (9884 Příbram, вимова [ˈpr̝i:bram] ) — астероїд головного поясу, відкритий 12 жовтня 1994 року.
Тіссеранів параметр щодо Юпітера — 3,527.
Назва походить від назви міста Пржібрам (чеськ. Příbram, вимова [ˈpr̝i:bram] ), що знаходиться в західній Чехії.